# زهران الزهراني
زهران الزهراني لاعب كرة قدم سعودي محترف ، يلعب في مركز الوسط كان يلعب في درجة الشباب في نادي النصر و صعد إلى الفريق الأول في موسم 2015-2016 و أعاره نادي النصر في صيف 2015 إلى نادي الطائي ll